# Medway (Kent)
Medway je konurbacija i unitarna uprava u grofoviji Kent u regiji jugoistočne Engleske. Broj stanovnika u 2019. godini iznosio je 278 016. Unitarna uprava osnovana je 1. travnja 1998. godine kada se grad Rochester-upon-Medway spojio s vijećem općine Gillingham i jednim dijelom vijeća grofovije Kent, formirajući vijeće Medway, jedinstveno tijelo neovisno od grofovije Kent.
Više od polovice područja ove unitarne uprave je u naravi ruralna. Zbog svog strateškog smještaja uz glavni prijelaz preko rijeke Medway, imao je značajan doprinos u Kentu i Engleskoj tisućama godina unatrag, što je vidljivo po položaju ceste Watling Street kojoj su put utrli Sasi, a onda ga izgradili Rimljani. Nakon toga dolaze Normani koji grade dvorac Rochester
, i otprilike istovremeno katedralu Rochester koja će ustvari biti druga najstarija katedrala u zemlji nakon one u Canterburyju. Normani se nisu zaustavili samo na toj vrsti građevina, već su u Chathamu izgradili i brodogradilište s pripadajućom obranom.

## Etimologija toponima
Medway je kroz povijest bio poznat i kao Medwege. Drevni Briti su rijeci Medway dali ime Vaga. Kasnije su Sasi dodali slog mad, što je značilo "sredina", jer je rijeka tekla sredinom kraljevstva Kent,  Mad+Vaga=Madvaga, iz čega je vremenom nastala složenica Medway, koje ime je preuzela i konurbacija Medway.

## Matični gradovi
Matični gradovi u konurbaciji su (od zapada prema istoku): Strood, Rochester, Chatham, Gillingham i Rainham, i tradicionalno su poznati kao gradovi Medwaya. Mnogi manji gradovi i sela kao što su Frindsbury, Brompton, Walderslade, Luton, Wigmore
 itd., nalaze se unutar konurbacije. Sela koja su izvan urbanog područja zadržala su svoja župna vijeća. 

## Povijest
Područje Medwaya ima dugu i promjenjivu povijest kojom je dominirao grad Rochester, a kasnije pomorske i vojne ustanove uglavnom u Chathamu i Gillinghamu.
Rochester su, na mjestu čija povijest seže u željezno doba, 43. godine osnovali Rimljani predvođeni carem Klaudijem i nazvali su ga Durobrivae (što znači "uporište kod mosta"), kako bi kontrolirali točku na kojoj je Watling Street prelazio rijeku Medway. 

### Perioda Sasa
Rochester je vremenom postao obzidan i dobro utvrđen grad, a pod kasnijim utjecajem Saksonaca ovdje je osnovana kovnica novca. Prvu katedralu sagradio je biskup Justus, 4. nadbiskup Canterburyja 604. godine, a za vrijeme Normana ju je obnovio biskup Gundulf, koji je također sagradio i dvorac Rochester nasuprot katedrale.

### Period Normana i Tudora
U Rochesteru su ostatci rimskih gradskih zidina još uvijek uočljivi u dobro očuvani. Rochester je također bio važna točka za vjernike koji su hodočastili Putom hodočasnika, a koji se protezao od Winchestera do svetišta Thomasa Becketta u Canterburyju. 
Pored toga, u gradu se nalazi veliki broj lijepih i značajnih objekata, poput zgrade Guildhall (danas muzej), koja je sagrađena 1687. godine i jedna je od najljepših aritektonskih ostvarenja u Kentu iz 17. stoljeća. Zatim tu je i burza kukuruza (danas vjenčani salon), sagrađena 1698. godine, koja je izvorno bila tržnica mesa. Tu se nalazi i kuća osrednje veličine pod nazivom Tudor of Watts Charity u kojoj je Sir Richard Watts(1529. – 1579.) dao izgraditi 6 soba, te je darivao da bi se u njoj moglo smjestiti "šest siromašnih putnika" na po jednu noć. Povijesnim kućama pripada velika kuća izgrađena u elizabetanskom stilu gradnje Restoration House iz 17. stoljeća koja je inspirirala Charles Dickensa u njegovom romanu Velika očekivanja nazvavši je (Satis House), a koja je služila kao dom Estelle i gospođice Havisham. Posljednji vlasnik kuće bio je Rodney Stephen Hull (13. kolovoza 1935. – 17. ožujka 1999.), TV zabavljač, koji je uložio stotine tisuća funti u obnovu kuće. Ništa manje važna kuća nije ni Old Hall, koja je sagrađena 1573. godine. Veći značaj im daje činjenica da je Restoration House i  Old Hall posjetila kraljica Elizabeta I.

U Medwayu postoje 82 (scheduled monuments) nacionalno važna arheološka nalazišta ili povijesne građevine, koja imaju zaštitu od neovlaštenih promjena; 832 (Listed building) objekta koji su stavljeni na jedan od četiri zakonska popisa koji održavaju Povijesnu Englesku u Engleskoj, Povijesno okruženje Škotske u Škotskoj, Cadw u Walesu i Agencije za okoliš u Sjevernoj Irskoj, te 22 rezervata.

### Pomorska i vojna povijest
Kraljevska mornarica otvorila je sidrište u Gillinghamu za vrijeme vladavine Henrika VIII., a 1567. godine u Medwayu je osnovano kraljevsko brodogradilište. Iako se zvalo brodogradilište Chatham, dvije trećine brodogradilišta se nalazilo u Gillinghamu. Brodogradilište je zatvoreno 1984. godine što je rezultiralo gubitkom osam tisuća radnih mjesta u samom brodogradilištu i još mnogo više u lokalnim industrijama koje su opskrbljivale brodogradnju, što je doprinijelo visokoj, 16 procentnoj stopi nezaposlenosti Medwaya.
 
Cijeli kompleks brodogradilišta bio je zaštićen nizom utvrda, uključujući Fort Amherst i Lines, Fort Pitt i Fort Borstal. Većina preživjelih građevina u povijesnom brodogradilištu pripada arhitektonskom stilu džordžijanskog perioda. Ovdje je 1765. sagrađen i porinut HMS Victory, vodeći brod admirala Lorda Nelsona u bitci kod Trafalgara.

Još jedan ratni brod koji je izgrađen u Chathamu a isti još uvijek postoji je HMS Unicorn (fregata klase "Leda" s 46 topova) čija je kobilica postavljena u veljači 1822., a porinut je 30. ožujka 1824. Nikada nije bio u aktivnoj službi, a restauriran je i od 2005. čuva se kao brod muzej u vodama škotskog grada Dundee.

Kraljevski marinci također su dugo bili povezani s Chathamom. Chathamska divizija je imala sjedište u Chathamu sve do zatvaranja brodogradilišta Chatham. Muzej posvećen kraljevskim marincima nalazi se u blizini brodogradilišta u Kraljevskom muzeju inženjera
 u Bromptonu. Muzej je osnovan 1812. godine, a preselio se na svoje sadašnje mjesto 1987. godine. Klasificiran je 5. prosinca 1996. kao objekt od posebnog interesa Kategorija II, opravdavajući svaki napor da ga se sačuva.

## Razvoj u 21. stoljeću
Prema projekcijama iz 2013. godine predviđa se da će se do 2028. godine broj stanovnika Medwaya povećati na oko 300 000. Vijeće Medwaya predviđa da će ukupna ulaganja u razvoj biti veća od milijardu funti tijekom 20-godišnjeg razdoblja počevđi od 2006. godine.
U 2019. godini gradovi su po broju stanovnika bili (približni podatci):
- Gillingham (85 000 - ne uključujući Rainham),
- Chatham (78 000),
- Strood (40 000),
- Rochester (30 000 - ne uključujući Strood) i
- Rainham (25 000).

Očekuje se da će gradovi u cjelini dramatično porasti među stanovnicima, jer su povećani razvoj i cijene stanova znatno niži od većine mjesta u Kentu i Londonu.
2004. godine vijeće Medwaya najavilo je svoju strategiju razvoja područja Medway na vodi (Medway Waterfront).  Izvještajem je iznesen dvadesetogodišnji okvirni plan za obnovu do 11 km rive i okolnih područja uz rijeku Medway. Projektom se želi stvoriti između 6000 i 8000 novih domova te 8500 radnih mjesta, protivno ciljevima središnje vlade od 16 000 novih domova i 23 000 novih radnih mjesta za područje Medwaya u cjelini.

## Galerija
- Kraljevski muzej inženjera
- Spomenik poginulim pomorcima u I. i II. svj. ratu, Chatham
- Vanjski obrambeni zidovi utvrde, vidljivi iz utvrde Pitt
- Stara zgrada željezničke stanice Rochester, koja je sada zatvorena.
- The Quays, Chatham Dockside, prosinca 2009.